# Десятников, Дмитрий Терентьевич
Дмитрий Терентьевич Деся́тников (1907—1988) — советский государственный хозяйственный и партийный деятель.

## Биография
Родился в 1907 году в городе Лозовая (ныне Харьковская область, Украина). Член ВКП(б) с года.
С 1923 года — на хозяйственной, общественной и партийной работе.
В 1923—1946 годы :
- рассыльный Сахновщинского райпродкома,
- модельщик Нижнеднепровского машиностроительного завода,
- сменный инженер, начальник обогатительной фабрики Кабашского медеплавильного завода,
- первый секретарь Кабашского горкома ВКП(б),
- инструктор Управления кадров ЦК ВКП(б),
- начальник управления Наркомцветмета,
- заместитель наркома цветной металлургии СССР,
- директор Балхашского медеплавильного комбината,
- начальник управления Ленинабадского горнохимического комбината,
- в центральном аппарате Минсредмаша СССР.

Делегат XVIII съезда ВКП(б).
Умер в 1988 году.

## Награды и звания
- Сталинская премия третьей степени (1951) — за усовершенствование технологического процесса производства металла.
- ордена и медали